# Schlacht bei Berestetschko
Schowti Wody (1648) – Korsun (1648) – Starokostjantyniw (1648) – Pyljawzi (1648) – Pohost (1648) – Lojew I (1649) – Zahal (1649) – Sbarasch (1649) – Sboriw (1649) – Krasne (1651) – Kopytschynzi (1651) – Berestetschko (1651) – Lojew II (1651) – Bila Zerkwa (1651) – Batoh (1652) – Kamjanez-Podilskyj (1652) – Monastyryschtsche (1653) – Suceava (1653) – Schwanez (1653)
Die Schlacht bei Berestetschko war eine der größten Schlachten des 17. Jahrhunderts.
Sie wurde zwischen der Allianz der Saporoger Kosaken und Krimtataren und der Adelsrepublik Polen-Litauen geführt und war eine der letzten großen Auseinandersetzungen im Chmelnyzkyj-Aufstand.
Das Gefecht dauerte drei Tage vom 28. Juni bis zum 30. Juni 1651.

## Ausgangssituation
Vor der Schlacht war der Fürst Jeremi Wiśniowiecki anderer Auffassung als der König Johann II. Kasimir.
Der Fürst und spätere Kommandant der polnischen Armee in der Schlacht verfolgte die Kosaken, die unter der Führung von Bohdan Chmelnyzkyj standen, um diese bei kleineren Gefechten besiegen zu können. Johann II. Kasimir nahm jedoch an, dass die Kosaken und Tataren weiter in den Süden zur Krimhalbinsel ziehen würden. Aber in der Nacht des 27. Juni schickte Jeremi Wiśniowiecki einen Spähtrupp in die Richtung des Kosakenlagers und fand dort eine große Armee von ca. 110.000 Mann vor. Darunter waren ca. 80.000 Kosaken und ca. 30.000 Krimtataren. Daraufhin wurde Johann II. Kasimir verständigt, der von diesen Tatsachen schockiert war.
Der König und die anderen polnischen und litauischen Kommandeure (neben Wiśniowiecki noch Kronhetman Marcin Kalinowski und Hetman Stanisław Lanckoroński) trafen sich in Dubno, um die Schlachtpositionen einzuteilen.
Die Allianz der Saporoger Kosaken und Krimtataren nahm eine längliche Formation ein. Die Krimtataren nahmen den linken Flügel ein unter dem Kommando von Khan İslâm III. Giray, die Saporoger Kosaken den mittleren Teil und den rechten Flügel unter der Führung von Bohdan Chmelnyzkyj. Das polnisch-litauische Heer stellte auf den linken und rechten Flügeln seine Kavallerie. Auf dem linken Flügel stand die polnische Eliteeinheit der Husaren unter dem Kommando von Kalinowski und Wiśniowiecki.
Auf dem rechten Flügel befand sich der größte Teil der Reiter unter dem Kommando von Lanckoroński. Im Zentrum stellte Johann II. Kasimir ein gemischtes Heer aus Infanteriesöldnern und einer kleinen Reitereinheit, davor positionierte er Geschütze bzw. Artillerie.

## Schlachtverlauf
Am 28. Juni begann die Schlacht. Dieser Tag wurde von den Polen und Litauern dominiert. Der linke polnische Flügel unter Kalinowski und Wiśniowiecki konnte eine Angriffswelle der Kosaken abwehren und frontal angreifen mit der Unterstützung der polnischen Artillerie. Die schwachen Angriffe gegen den rechten Flügel der Polen konnten durch Lanckorońskis Truppen abgewehrt werden.
Die Kosaken dominierten jedoch am 29. Juni: mit strategischen Manövern griffen sie den rechten polnischen Flügel an und drängten diesen zurück. Darauf reagierte die polnische Artillerie mit Beschuss der Kosaken. Danach griffen die Tataren unter der Führung des Khans den rechten polnischen Flügel an und schwächten ihn. Nach dieser Angriffswelle bekam die rechte polnische Position für den nächsten Tag Verstärkung vom Hetman Mikołaj Potocki, der mit einer schlecht ausgebildeten Reitereinheit aus polnischen Adeligen (Szlachta) eintraf.
Der entscheidende Tag war der 30. Juni. Johann II. Kasimir ging in die Offensive über, zusammen mit dem rechten Flügel. Fürst Jeremi Wiśniowiecki zerschlug mehrere Divisionen der Kosaken und zwang sie zur Flucht. Der Fürst soll ohne Rüstung nur mit einem Säbel und seinem Pferd die Reitertruppen angeführt haben. Als der König verletzt wurde, übernahm Wiśniowiecki das Oberkommando. Die polnische Artillerie zerschlug die vorderen Truppen der Tataren, dabei kam deren Khan ums Leben. Ohne Führung flüchteten die Krimtataren. Bohdan Chmelnyzkyj zog sich daraufhin in einen weiter südöstlich von Berestetschko liegenden Wald zurück. Von dort wollte der Kosakenkommandeur aus dem Hinterhalt die Truppen des verletzten Königs angreifen. Dies war jedoch nicht möglich, da die Reiter unter dem Hetman Lanckoroński weiter nördlich gegen den Willen des polnisch-litauischen Herrschers stehen blieben und so Chmelnyzkyjs Plan zunichtemachten. Daraufhin flüchtete die Kosakeneinheit hinter die Grenze der polnisch-litauischen Adelsrepublik.

## Folgen
Die Folgen waren das vorläufige Ende des Chmelnyzkyj-Aufstands und der Rebellionen im östlichen Teil von Polen-Litauen, außerdem eine Verschlechterung der Beziehung zwischen der Adelsrepublik und dem russischen Zarenreich, weil die Kosaken sich als Verbündete für Russland zur Verfügung stellten und dies zum Ausbruch des Russisch-Polnischen Kriegs führte.

## Galerie

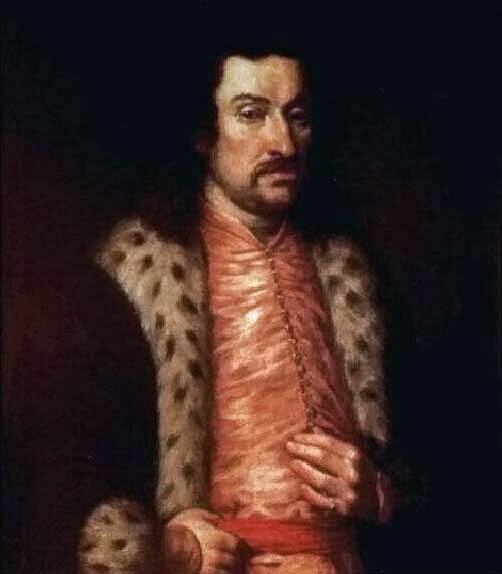
Jeremi Wiśniowiecki, Fürst und Kommandeur
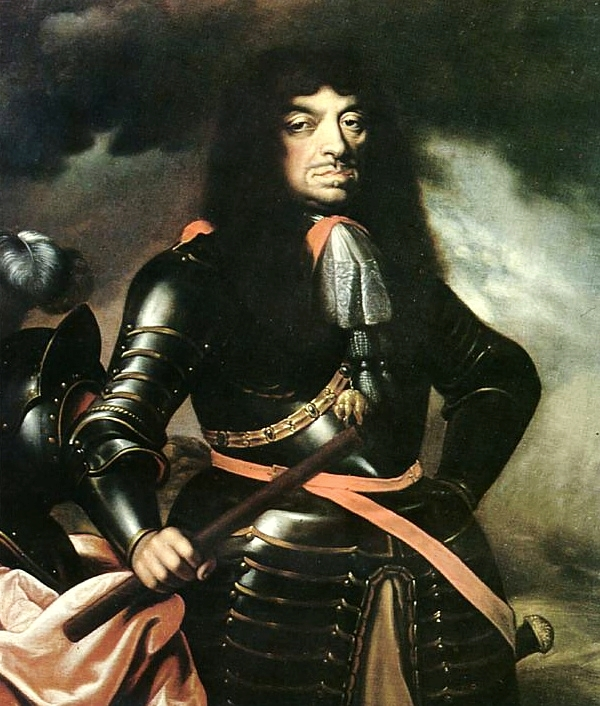
Johann II. Kasimir, König und Oberkommandeur der polnisch-litauischen Streitkräfte
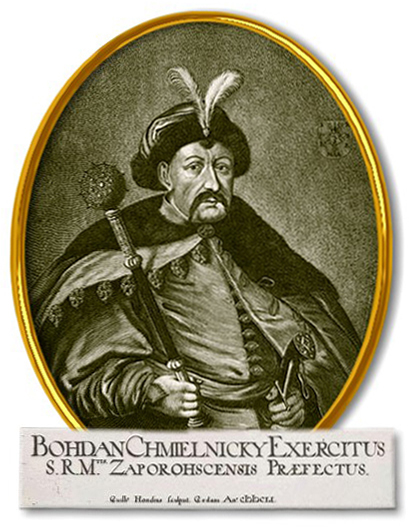
Bohdan Chmelnyzkyj, Ataman der Kosaken
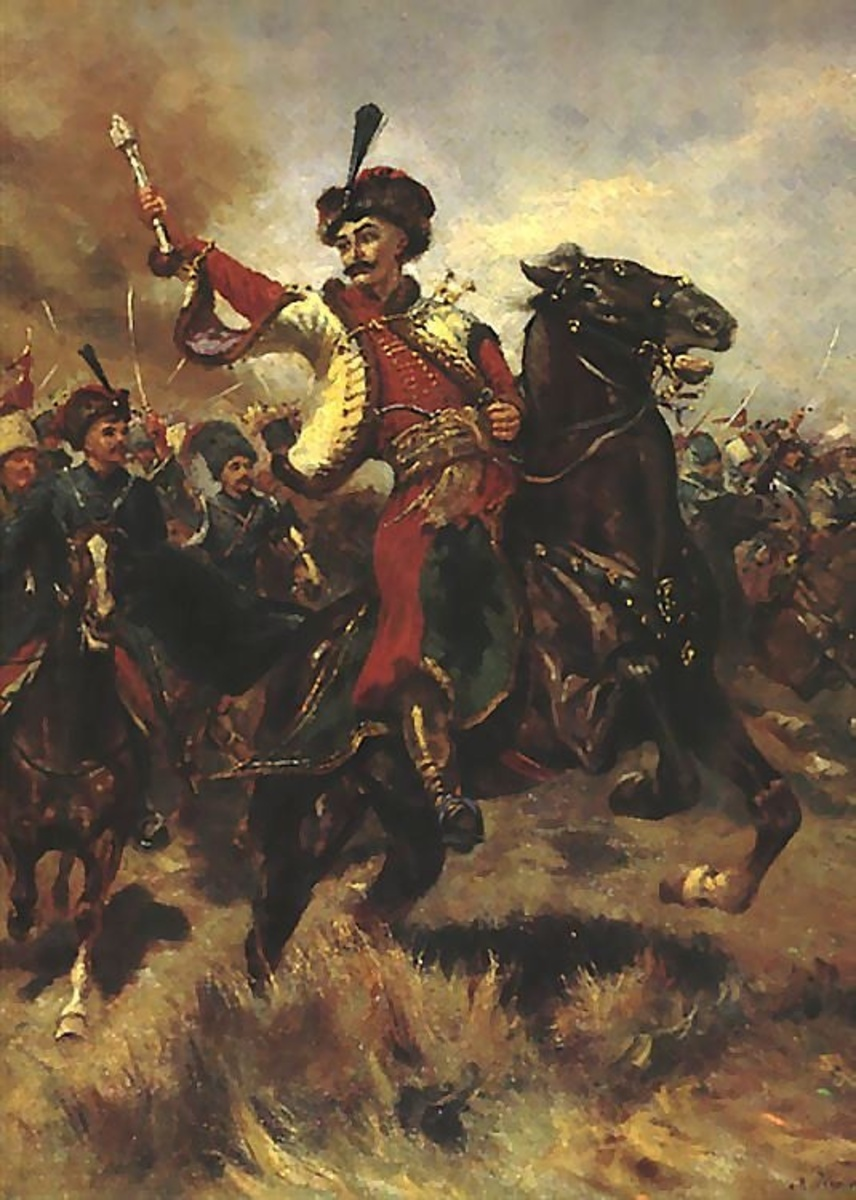
Iwan Bohun in der Schlacht bei Berestetschko